# Izyacapsus
Izyacapsus is een geslacht van wantsen uit de familie van de Miridae (Blindwantsen). Het geslacht werd voor het eerst wetenschappelijk beschreven door Henry in 2006.

## Soorten
Het genus bevat de volgende soorten:

- Izyacapsus kerzhneri Henry, 2006
- Izyacapsus rubrocuneatus Henry, 2006